# Campyloneurus
Genre
Synonymes
- Diolcia (Enderlein, 1920)
- Monolcia (Enderlein, 1920)

Campyloneurus est un genre d'insectes de l'ordre des Hyménoptères de la famille des Braconidae et de la sous-famille des Braconinae.

## Liste des espèces
- Campyloneurus albicans Enderlein 1920
- Campyloneurus spilopus (Cameron 1905)
- Campyloneurus wissmanni Fahringer 1935
- Campyloneurus umbratilus (Cameron 1899)
- Campyloneurus batavianus Szepligeti 1910
- Campyloneurus lineaticaudis Cameron 1911
- Campyloneurus similis Szepligeti 1913
- Campyloneurus persimilis Szepligeti 1914
- Campyloneurus radiator (Brues 1926)
- Campyloneurus heuvelensis Cameron 1911
- Campyloneurus lacciphagus Shenefelt 1978
- Campyloneurus crassitarsis (Cameron 1903)
- Campyloneurus flavimarginatus (Enderlein 1920)
- Campyloneurus consimilis (Enderlein 1920)
- Campyloneurus sexfasciatus (Cameron 1912)
- Campyloneurus latesuturalis Turner 1919
- Campyloneurus flavicosta (Enderlein 1920)
- Campyloneurus basiornatus Cameron 1911
- Campyloneurus rufus Szepligeti 1911
- Campyloneurus striolatus Szepligeti 1914
- Campyloneurus biplicatus Roman 1915
- Campyloneurus durbanensis (Cameron 1906)
- Campyloneurus quadrifasciatus Cameron 1911
- Campyloneurus haragamensis (Cameron 1905)
- Campyloneurus trispeculatus Enderlein 1920
- Campyloneurus pallidus Roman 1914
- Campyloneurus crassipes (Smith 1858)
- Campyloneurus tibialis Enderlein 1920
- Campyloneurus fulvipennis
- Campyloneurus australiensis
- Campyloneurus praeclarus Turner 1918
- Campyloneurus liogaster Szepligeti 1914
- Campyloneurus undicuneus Enderlein 1920
- Campyloneurus exoletus (Smith 1858)
- Campyloneurus mediator (Cameron 1906)
- Campyloneurus serenans Enderlein 1920
- Campyloneurus rubrituberculatus Cameron 1911
- Campyloneurus maculiceps Szepligeti 1914
- Campyloneurus hindostanus (Smith 1873)
- Campyloneurus tenuilineatus Cameron 1911
- Campyloneurus carinogastra Ramakrishna Ayyar 1928
- Campyloneurus cingulicauda Enderlein 1920
- Campyloneurus meridionalis (Cameron 1906)
- Campyloneurus firmus (Cameron 1900)
- Campyloneurus nigrithorax Fahringer 1931
- Campyloneurus elegans Szepligeti 1914
- Campyloneurus angulosus (Enderlein 1920)
- Campyloneurus concolor
- Campyloneurus marginiventris Enderlein 1920
- Campyloneurus maculistigma Enderlein 1920
- Campyloneurus rotundatus
- Campyloneurus erythrothorax
- Campyloneurus itea (Cameron 1897)
- Campyloneurus xanthurus Fahringer 1935
- Campyloneurus melas
- Campyloneurus impressimargo Enderlein 1920
- Campyloneurus brunneomaculatus (Cameron 1903)
- Campyloneurus kirbyi (Cameron 1905)
- Campyloneurus sikkimensis (Cameron 1907)
- Campyloneurus basalis Szepligeti 1906
- Campyloneurus transiens Szepligeti 1911
- Campyloneurus saitis (Cameron 1909)
- Campyloneurus hirtipes Szepligeti 1914
- Campyloneurus profugus Turner 1918
- Campyloneurus phosphor (Brues 1924)
- Campyloneurus pilitarsis Cameron 1911
- Campyloneurus hirpinus (Cameron 1903)
- Campyloneurus apicalis (Enderlein 1920)
- Campyloneurus alkmaarensis Cameron 1911
- Campyloneurus fuscipennis Szepligeti 1915
- Campyloneurus camerunus Szepligeti 1914
- Campyloneurus manni Fahringer 1928
- Campyloneurus suspectus (Brues 1926)
- Campyloneurus brevistriolatus Cameron 1911
- Campyloneurus praepotens Turner 1918
- Campyloneurus speculiger Enderlein 1920
- Campyloneurus cilles (Cameron 1904)
- Campyloneurus serenimanus (Enderlein 1920)
- Campyloneurus gibbiventris Enderlein 1920
- Campyloneurus resolutus (Cameron 1909)
- Campyloneurus bicolor Szepligeti 1900
- Campyloneurus insulicolus Cameron 1911
- Campyloneurus punctativentris Enderlein 1920
- Campyloneurus maynei (Cameron 1912)
- Campyloneurus campbelli (Cameron 1907)
- Campyloneurus melanosoma
- Campyloneurus latispeculum Enderlein 1920
- Campyloneurus emaillatus Fahringer 1931
- Campyloneurus cultricaudis Cameron 1911
- Campyloneurus nigricosta Enderlein 1920
- Campyloneurus limbaticauda (Enderlein 1920)
- Campyloneurus heterospilus Cameron 1911

## Liens  externes
- Ressources relatives au vivant :   - Australian Faunal Directory
  - Global Biodiversity Information Facility
  - iNaturalist
  - Interim Register of Marine and Nonmarine Genera
  - Plazi
- (en) BioLib : Campyloneurus
- (fr + en) EOL : Campyloneurus
- (en) Campyloneurus sur le site gbif.org (consulté le 23 avril 2019)
- (en) NCBI : Campyloneurus (taxons inclus)